# Furcoppia vtorovi
Furcoppia vtorovi är en kvalsterart som först beskrevs av Krivolutsky 1971.  Furcoppia vtorovi ingår i släktet Furcoppia och familjen Astegistidae. Inga underarter finns listade i Catalogue of Life.